# Salome Zurabișvili
Salome Zurabișvili (în georgiană სალომე ზურაბიშვილი; n. 18 martie 1952, Paris, Franța) este o politiciană și fostă diplomată georgiană, născută în Franța. În urma alegerilor prezidențiale 2018-2024, Zurabișvili a devenit prima femeie președinte din istoria Georgiei.

## Biografie
Zurabișvili s-a născut la Paris, după ce părinții ei au părăsit Georgia în 1921 ca urmare a anexării acesteia de Uniunea Sovietică. Ea a fost numită în 2003 ambasador al Franței în Georgia, iar un an mai târziu a devenit ministru de externe în guvernul condus de Miheil Saakașvili. În calitate de ministru de externe, Zurabișvili a fost principalul negociator al acordului de retragere a trupelor militare rusești de pe teritoriul Georgiei, semnat la 19 mai 2005 cu ministrul rus al afacerilor externe, Serghei Lavrov. În timpul mandatului său de ministru de externe, a fost creat Noul Grup de Prieteni ai Georgiei, reunind Ucraina, Lituania, Letonia, Estonia, România, Bulgaria, Cehia și Polonia în susținerea aspirațiilor Georgiei de aderare la Uniunea Europeană și NATO. Zurabișvili a fost și coordonatoarea grupului de experți care au asistat Comitetul de sancțiuni împotriva Iranului al Consiliului de Securitate al ONU.
În martie 2006 Zurabișvili a fondat partidul politic Calea Georgiei și a fost lider și președinte de onoare al partidului până în 2010. La alegerile parlamentare din octombrie 2016 Zurabișvili a devenit membru independent al Parlamentului Georgiei. Ulterior, a candidat, tot ca independent, la alegerile prezidențiale din noiembrie 2018, unde a câștigat 59% din sufragii. Candidatura sa a fost susținută de Visul Georgian, partidul aflat la guvernare.